# FLOW GLOW
FLOW GLOW（フロウ グロウ）は、ホロライブプロダクション傘下の「hololive DEV_IS」に所属するVTuberユニットである。メンバーは響咲リオナ、虎金妃笑虎、水宮枢、輪堂千速、綺々羅々ヴィヴィの5人。

## 概要
2024年11月に活動を開始した音楽アーティストVTuberグループ。「hololive DEV_IS（ホロライブ デバイス）」所属グループとしては「ReGLOSS」に続く2組目となる。ユニット名は、ラップの歌い回しを意味する「FLOW」と、輝きを表す「GLOW」を組み合わせたものである。
ビジュアルや世界観にはストリート系の要素を取り入れており、従来の配信活動に加え、ヒップホップやラップを軸とした音楽活動も行っている。
各メンバーが個人チャンネルを持つ一方、ReGLOSSと同様に、グループとしての活動はグループ公式YouTubeチャンネルで行われる。
ファンネームは「FLOMIE /フロウミー」。

## メンバー
○出典：hololive（ホロライブ）公式サイト
| 名前                                  | 誕生日  | 身長      | キャラクターデザイン |
| ------------------------------------- | ------- | --------- | -------------------- |
| 響咲リオナ（いさき りおな）           | 5月29日 | 160センチ | しらび               |
| 虎金妃笑虎（こがねい にこ）           | 7月25日 | 172センチ | 鉄一                 |
| 水宮枢（みずみや すう）               | 6月16日 | 151センチ | ぶくろて             |
| 輪堂千速（りんどう ちはや）           | 7月8日  | 168センチ | トリダモノ           |
| 綺々羅々ヴィヴィ（ききらら ヴィヴィ） | 8月27日 | 161センチ | nonco                |

## 略歴
2024年11月7日にデビューすることが発表され、デビュー配信を11月9日にリレー形式で実施した。同日にはFoux、ポチョムキンが楽曲提供した1stシングル「FG ROADSTER」をリリースした。
同年11月13日から11月17日まで、東京・原宿でデビューを記念したポップアップイベント「FLOW GLOW HOUSE」を開催した。

## ディスコグラフィ
| 発売日        | タイトル    | 品番     | 出典   |
| ------------- | ----------- | -------- | ------ |
| 2024年11月9日 | FG ROADSTER | CVRD-495 | [ 8 ]  |
| 2025年3月14日 | 24K GOLD    | CVRD-550 | [ 9 ]  |
| 2025年7月9日  | LOAD        | CVRD-583 | [ 10 ] |

| 発売日         | タイトル                | 品番     | 出典   |
| -------------- | ----------------------- | -------- | ------ |
| 2024年12月10日 | FG ROADSTER (Solo ver.) | CVRD-512 | [ 11 ] |